# Coniophora

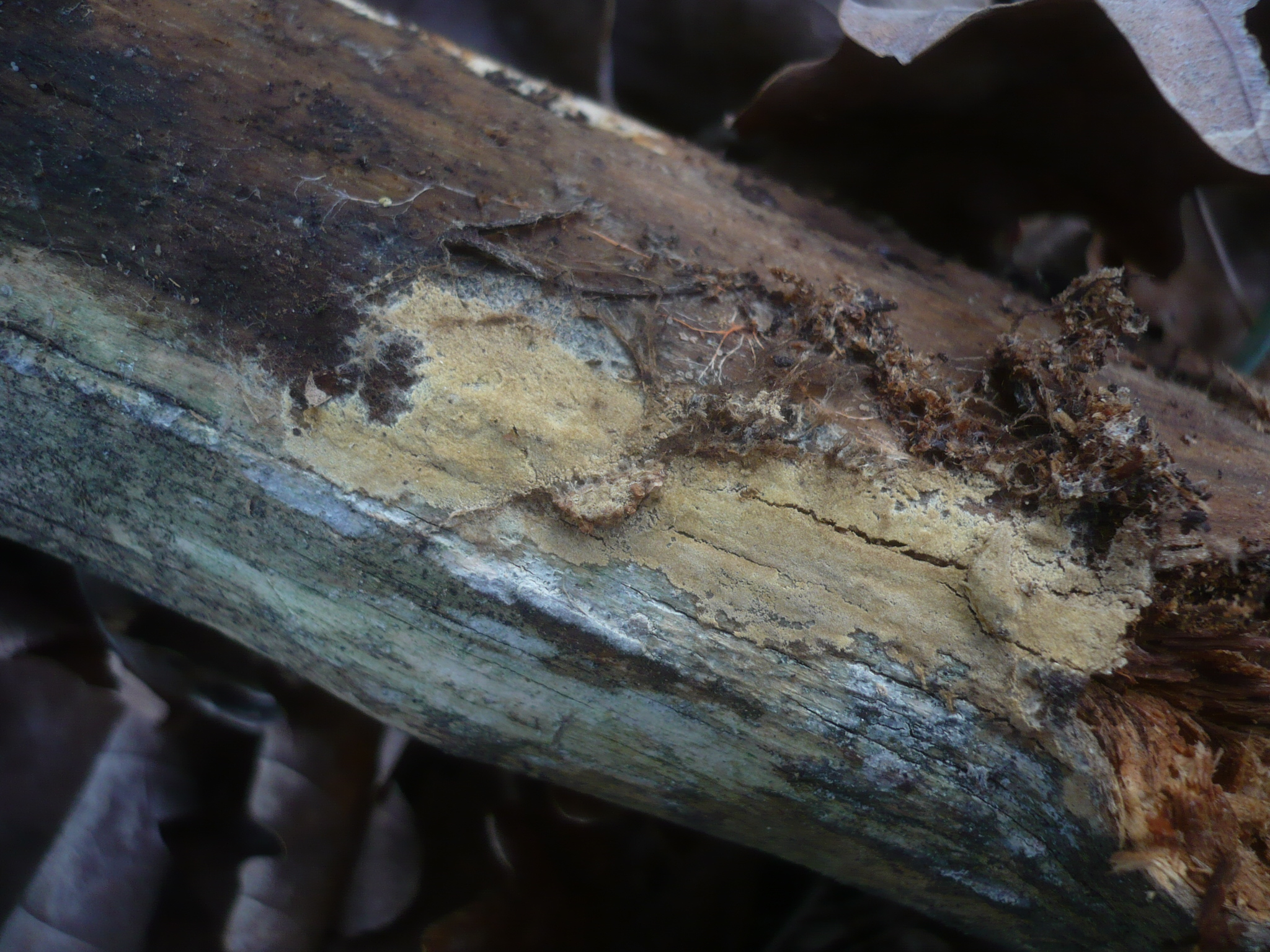
Gnilica cienka

Coniophora DC. (gnilica) – rodzaj grzybów należący do rodziny gnilicowatych (Coniophoraceae).

## Charakterystyka
Grzyby kortycjoidalne o bazydiokarpie rozpostartym, rozproszonym, błoniastym, przyrośniętym i nie dającym się oddzielić od podłoża. Hymenofor gładki lub grudkowaty, zwykle brązowy, brzeg często postrzępiony lub z pasmami strzępek. System strzępkowy monomityczny, u niektórych gatunków di- lub trymityczny. Strzępki generatywne zwykle bez sprzążek, ale u niektórych gatunków są sprzążki na wszystkich przegrodach, proste lub pionowe sprzążki czasami występują u podstawy strzępek i często są inkrustowane. Cystydy występują tylko u jednego gatunku. Podstawki cylindryczne, 4-sterygmowe, bez sprzążki u podstawy. Bazydiospory elipsoidalne, jajowate lub wrzecionowate, gładkie, dwuścienne, z wydatnym wierzchołkiem, blado żółtawe do brązowawych, cyjanofilne, zmiennie dekstrynoidalne. Grzyby saprotroficzne nadrzewne o jednorocznych owocnikach.
Coniophora jest zwykle łatwa do odróżnienia po brązowawej, gładkiej lub grudkowatej powierzchni owocnika, a mikroskopowo przez grubościenne i zwykle silnie dekstrynoidalne bazydiospory. Leucogyrophana i Serpula są blisko spokrewnione, różnią się typowo merulioidalnym lub kolczastym hymenoforem i występowaniem sprzążek w strzępkach generatywnych. W badaniach molekularnych Binder i Hibbett w 2002 r. zwrócili uwagę na ewolucję owocnika rozpostartego, a Larsson i inni w 2004 oraz Binder i Hibbett w 2006 wykazali związek pomiędzy Coniophora i gatunkami z rodziny borowikowatych Boletaceae, zaliczanymi do kladu podgrzybków.

## Systematyka i nazewnictwo
Pozycja w klasyfikacji: Coniophoraceae, Boletales, Agaricomycetidae, Agaricomycetes, Agaricomycotina, Basidiomycota, Fungi (według Index Fungorum).
Takson utworzył Augustin Pyramus de Candolle w 1815 roku. Polską nazwę podał Henryk Orłoś w 1951 r. W polskim piśmiennictwie mykologicznym rodzaj ten opisywany był też pod nazwą powłocznik. Synonim: Coniophorella P. Karst.
Gatunki występujące w Polsce:
- Coniophora arida (Fr.) P. Karst. – gnilica cienka
- Coniophora fusispora (Cooke & Ellis) Cooke – gnilica wrzecionowatozarodnikowa
- Coniophora olivacea (Fr.) P. Karst. – gnilica oliwkowa
- Coniophora prasinoides (Bourdot & Galzin) Bourdot & Galzin
- Coniophora puteana (Schumach.) P. Karst. – gnilica mózgowata

Nazwy naukowe na podstawie Index Fungorum. Wykaz gatunków i nazwy polskie według Władysława Wojewody.